# Myxarchiclops major
Myxarchiclops major är en tvåvingeart som beskrevs av Villeneuve 1930. Myxarchiclops major ingår i släktet Myxarchiclops och familjen parasitflugor. Inga underarter finns listade i Catalogue of Life.